# Czech International 2001
Die 30. Czech International 2001 im Badminton fanden vom 4. bis zum 7. Oktober 2001 in Liberec statt.

## Sieger und Platzierte
| Disziplin    | Gold                                | Silber                            | Bronze                              |
| ------------ | ----------------------------------- | --------------------------------- | ----------------------------------- |
| Herreneinzel | Bobby Milroy                        | Nabil Lasmari                     | Ville Kinnunen                      |
| Herreneinzel | Bobby Milroy                        | Nabil Lasmari                     | Jean-Michel Lefort                  |
| Dameneinzel  | Rebecca Pantaney                    | Kamila Augustyn                   | Petya Nedelcheva                    |
| Dameneinzel  | Rebecca Pantaney                    | Kamila Augustyn                   | Natalia Golovkina                   |
| Herrendoppel | Manuel Dubrulle Mihail Popov        | Vincent Laigle Svetoslav Stoyanov | Bertrand Gallet Jean-Michel Lefort  |
| Herrendoppel | Manuel Dubrulle Mihail Popov        | Vincent Laigle Svetoslav Stoyanov | Kristian Roebuck Paul Trueman       |
| Damendoppel  | Kamila Augustyn Nadieżda Kostiuczyk | Emma Constable Natalie Munt       | Eva Brožová Hana Milisová           |
| Damendoppel  | Kamila Augustyn Nadieżda Kostiuczyk | Emma Constable Natalie Munt       | Maya Ivanova Petya Nedelcheva       |
| Mixed        | Kristian Roebuck Natalie Munt       | Jan Vondra Markéta Koudelková     | Stephen Foster Emma Constable       |
| Mixed        | Kristian Roebuck Natalie Munt       | Jan Vondra Markéta Koudelková     | Pawel Lenkiewicz Paulina Matusewicz |

## Finalergebnisse
| Disziplin    | Sieger                              | Finalist                          | Ergebnis                |
| ------------ | ----------------------------------- | --------------------------------- | ----------------------- |
| Herreneinzel | Bobby Milroy                        | Nabil Lasmari                     | 1–7, 4–7, 7–2, 7–2, 7–5 |
| Dameneinzel  | Rebecca Pantaney                    | Kamila Augustyn                   | 7–1, 6–8, 7–5, 7–0      |
| Herrendoppel | Manuel Dubrulle Mihail Popov        | Vincent Laigle Svetoslav Stoyanov | 7–3, 7–3, 7–1           |
| Damendoppel  | Kamila Augustyn Nadieżda Kostiuczyk | Emma Constable Natalie Munt       | 7–3, 7–2, 2–7, 7–5      |
| Mixed        | Kristian Roebuck Natalie Munt       | Jan Vondra Markéta Koudelková     | 7–1, 7–2, 7–4           |